# Czerwonak
Czerwonak è un comune rurale polacco del distretto di Poznań, nel voivodato della Grande Polonia.
Ricopre una superficie di 82,24 km² e nel 2004 contava 22 999 abitanti.